# Jacques Poos
Jacques Poos   (Ciutat de Luxemburg, 3 de juny de 1935 - 19 de febrer de 2022) va ser un economista i polític luxemburguès.

## Biografia
El 1961 es va doctorar en economia per la Universitat de Lausana. Va ser membre del Partit Socialista dels Treballadors. El 2003, va rebre un doctorat honorari de la llicenciatura en dret per la Panteion Universitat d'Atenes. Entre 1964 i 1976, va ser editor i director del diari Tageblatt a Esch-sur-Alzette. Al mateix període també va estar de regidor del consell de la ciutat d'Esch-sur-Alzette.
El juliol del 1976, va ser nomenat ministre de Finances. Mentre va ser el ministre d'Afers Exterios va ocupar el càrrec de President del Consell de la Unió Europea durant tres períodes de mig any el 1985, el 1991 i el 1997. Va ser el Viceprimer ministre per primera vegada amb el govern Santer (1984-1995) i a continuació amb el govern Junckers (1995-1995) L'any 1991, va ser un dels negociadors de l'Acord de Brioni que va donar fi a la guerra de deu dies a Eslovènia.
El 1999, Poos va deixar el govern i va ser elegit com a membre del Parlament Europeu, on va ser en el Comitè d'Afers Estrangers, Drets Humans, Seguretat Comuna i Política de Defensa, i va ser el ponent de l'adhesió de Xipre a la Unió Europea.
Es va retirar de la vida política l'any 2004, però es va mantenir actiu com a director no executiu en consells d'administració de diferents institucions i empreses nacionals i internacionals.